# MOEXロシア指数

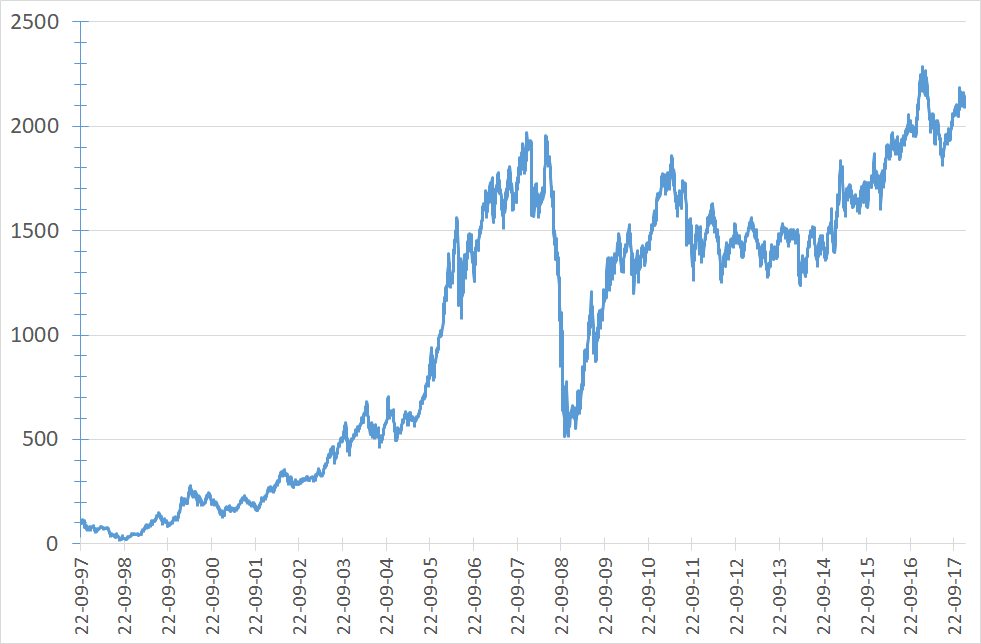
MOEXロシア指数のチャート

MOEX ロシア指数（モエックス ロシアしすう、ロシア語: Индекс МосБиржи）は、ロシア連邦の代表的な株価指数で、時価総額加重平均型株価指数である。かつては、MICEX指数と呼ばれ、モスクワ銀行間通貨取引所によって算出されていた（2017年11月27日に現在の名称に変更）。1997年9月22日に算出が開始され 、その日の指数値を100として算出されている。構成銘柄はアメリカ合衆国ドル建で算出されるRTS指数と同一である。
指数の構成銘柄数は変わる場合があるが、50を超えることはない。RTS指数が国外投資家に好んで使用されるのに対して、MOEXロシア指数は伝統的にロシア国内の投資家に好んで使用されている。